# Цикл Тьеполо из Ка-Дольфин
«Цикл Тьеполо из Ка-Дольфин» — серия из десяти картин, написанных маслом на холсте в 1726—1729 годах выдающимся живописцем-декоратором и фрескистом венецианской школы Джованни Баттиста Тьеполо для главной приёмной или салона палаццо Ка-Дольфин, дворца патрицианской семьи Дольфин в Венеции. Картины представляют собой театрализованные изображения событий из истории Древнего Рима с типично венецианским акцентом на драматизм и эффектность композиции с подчёркиванием эффектных ракурсов, светотени и жестов крупных фигур, а не на историческую точность. Различия в стиле и композиции отдельных картин свидетельствуют о быстрой эволюции Тьеполо как живописца.
Серия была вскоре признана шедевром, и её успех способствовал развитию карьеры Тьеполо. В последующие десятилетия он украшал здания по всей Венеции и Венето. Картины оставались в Венеции вплоть до их продажи в 1872 году и в настоящее время хранятся в трёх музеях: две — в Музее истории искусств в Вене, три — в Метрополитен-музее в Нью-Йорке и пять — в Эрмитаже в Санкт-Петербурге.

## История создания
Тьеполо родился в 1696 году. Ещё будучи двадцатилетним юношей, он получил заказ от Дионисио Дольфина на оформление Капеллы Сантиссимо Сакраменто в Соборе Удине (завершён в 1726 г.), а затем на два цикла ветхозаветных картин для Патриаршего дворца в Удине (завершён в 1726—1728 гг.). В настоящее время картины из Патриаршего дворца выставлены в Museo diocesano e gallerie del Tiepolo в Удине.
Ещё не достигнув тридцатилетнего возраста, Тьеполо получил заказ от брата Дионисио — Даниэле написать серию из десяти картин-панно с изображением сцен из истории Древнего Рима для большой приёмной в венецианском доме семьи Дольфин, расположенном на северной стороне Рио ди Ка Фоскари рядом с Гранд-каналом. Здание было построено семьей Секко и приобретено кардиналом Джованни Дольфином в 1621 году. До того как Тьеполо приступил к работе, помещение уже было частично украшено настенными росписями Антонио Феличе Феррари (1708) и потолочными фресками Никколо Бамбини (1714). В стенах были оставлены пробелы, которые заполнили пустыми полотнами для последующей росписи маслом: сочетание фрески и масляной живописи необычно, но позволяет художникам переключаться между видами живописи в зависимости от сезона.

## Иконография и композиция картин
Картины представляют собой изобразительную реконструкцию героических событий времён Древнего Рима. Тьеполо выбрал сцены «триумфов» и сражений, прославляющих доблесть и верность римлян по книгам Тита Ливия и Плутарха. Аллегории «прозрачно» намекали на славные эпизоды истории семейства Дольфин. Для большей ясности художник сопроводил панно текстами — цитатами из Тита Ливия. Надписи были вставлены в картуши вверху каждого полотна (позднее большая часть была стёрта, некоторые восстановлены после продажи с орфографическими ошибками).
В ряде случаев идентифицировать предполагаемые сюжеты не представляется возможным, но, судя по всему, они повествуют о расширении Римской империи, начиная с (возможно, легендарного) события, когда Сцевола положил руку в жертвенный огонь перед Порсеной в 509 г. до н. э. и гибели Луция Юния Брута и Аррунта Тарквиния (сына Тарквина Гордого) в битве у Арсийского леса в 509 г. до н. э., до войн с латинскими племенами Италии, включая Гнея Марция Кориолана и Луция Квинкция Цинцинната против вольсков, Кориолов и эков в V и IV вв. до н.э, победа Мания Курия Дентата над Пирром у Таранто в 275 г. до н. э., Вторая Пуническая война конца III в., включая Квинта Фабия Максима, Ганнибала и падение Карфагена, до победы Гая Мария над цимбрийцами в битве при Верцеллах в 101 г. до н. э. Возможно, что победа римлян над Карфагеном была задумана как аллегория победы Венецианской республики над Османской империей.
В Венеции за редким исключением не писали фрески из-за влажности климата; заказчики и художники предпочитали панно на холсте, которые крепили в специальных рамах на потолках и стенах. Неправильные размеры холстов в данном случае определялись архитектурным форматом стен. Во дворце Ка-Дольфин сохранился зал размером 11 на 17 метров, ниши которого теперь заполнены зеркалами, ниши зала позволяют реконструировать первоначальное расположение картин.
На больших стенах по обе стороны от главной двери с северной стороны были изображены две батальные сцены, каждая размером примерно 410 на 380 см, которые обычно идентифицируются как «Взятие Карфагена» и «Битва при Верцеллах» (обе находятся в музее Метрополитен). Противоположная длинная стена имеет пять арочных окон, выходящих на канал на юге. По обе стороны от центрального окна были размещены два более узких полотна размером 380 на 180 см, на которых были изображены «Смерть Луция Юния Брута и Аррунса Тарквиния» и «Ганнибал, созерцающий голову Гасдрубала» (оба находятся в Музее истории искусств в Вене).
На малых стенах по обеим сторонам располагались по три картины: одна большая центральная картина и две поменьше. На западной стене, освещённой из окон на юг, были изображены «Триумф Мария» (также в Нью-Йорке) и «Квинт Фабий Максим в Сенате Карфагена» и «Призвание Цинцинната к власти диктатора», а на восточной стене напротив — «Тарантинский триумф» и «Муций Сцевола в лагере Порсены» и «Кориолан под стенами Рима» (все пять находятся в Эрмитаже в Санкт-Петербурге). Размеры больших центральных сцен составляют примерно 550 на 320 см, а каждой из четырёх боковых сцен — примерно 390 на 230 см.
Кроме двух батальных сцен, на остальных восьми полотнах имелись поясняющие сюжет надписи с латинским текстом, взятым из «Эпитом римской истории», комментария начала II в., приписываемого Луцию Аннею Флору, который составил его из «Истории от основания города» Тита Ливия I в. н. э. Надписи были закрашены после продажи картин, но некоторые из них были восстановлены позднее. Форма холстов также была изменена после продажи в 1872 г.: были добавлены дополнительные участки для придания им квадратной формы, но холсты в Нью-Йорке и Вене были восстановлены до первоначальной формы. Для этих картин Тьеполо выбрал менее строгую палитру, чем для своих ранних работ, с элементами барокко и даже рококо.
- Завоевание Карфагена. Метролитен-музей, Нью-Йорк
- Смерть консула Луция Юния Брута. Музей истории искусств, Вена
- Ганнибал узнает голову своего брата Гасдрубала Барка. Музей истории искусств, Вена
- Квинт Фабий Максим перед сенатом Карфагена. Эрмитаж, Санкт-Петербург
- Муций Сцевола в лагере Порсены. Эрмитаж, Санкт-Петербург
- Триумф Гая Мария. Метролитен-музей, Нью-Йорк
- Триумф полководца Мания Курия Дентата. Эрмитаж, Санкт-Петербург
- Призвание Цинцинната. Эрмитаж, Санкт-Петербург
- Кориолан под стенами Рима. Эрмитаж, Санкт-Петербург

## Оценки критиков и провенанс
Фрески вскоре были признаны шедеврами: Винченцо да Канал в 1732 году назвал их одними из лучших работ Тьеполо, а Жан-Оноре Фрагонар в 1761 году — одними из самых красивых работ в Венеции. Полотна оставались на своём месте более двухсот лет, пока дворец не унаследовали всё более отдалённые потомки семьи Дольфин, но к 1870 году оно оказалось практически заброшено. В 1955 году дворец Ка-Дольфин был приобретён Венецианским университетом Ка-Фоскари, расположенным неподалеку; отреставрированное здание используется университетом в качестве пансиона, а салон стал «Aula Magna» — большим залом для проведения мероприятий.
Для оплаты налогов, потомок семьи продал картины в 1872 году через арт-дилера Моисея Микеланджело Гуггенхайма австрийскому коллекционеру барону Ойгену Миллеру фон Айхгольцу за 50 тысяч ливров. Барону негде было их разместить: через несколько лет в 1876 году он снова выставил их на аукционную продажу в Париже.
Пять картин: «Триумф Гая Мария» («Триумф императора»), «Кориолан под стенами Рима», «Призвание Цинцинната к власти диктатора», «Квинт Фабий Максим в Сенате Карфагена», «Муций Сцевола в лагере Порсены» приобрёл выдающийся русский историк, государственный секретарь А. А. Половцов для Училища технического рисования барона Штиглица в Санкт-Петербурге. Половцов был председателем Совета училища. Картины-панно Тьеполо были эффектно размещены в «Венецианском зале» училища Штиглица. После революции, в 1923 году при реформировании музея училища картины под предлогом лучшего хранения были переданы в Эрмитаж.
Остальные пять картин были возвращены в Вену и со временем выставлены в новом дворце Palais Miller von Aichholz. После смерти барона в 1919 году они вместе с домом были приобретены итальянским финансистом Камилло Кастильони. После банкротства Кастильони в 1924 году две небольшие картины в 1930 году были проданы Музею истории искусств, а три другие послужили залогом при получении кредита от доктора Стефана Менделя, сонаследника австрийского хлебопекарного бизнеса Ankerbrot. Они хранились в Цюрихе, а в 1935 году Мендель приобрёл их в собственность. Когда он эмигрировал в США, то перевёз их в Нью-Йорк, и они хранились в Саранак-Лейк (штат Нью-Йорк) в течение тридцати лет. После смерти Менделя в 1965 году они были проданы его наследниками Метрополитен-музею в Нью-Йорке.
В 1997 году, после расширения галереи Метрополитен-музея, чтобы создать подходящее пространство для экспонирования, и серьёзных реставрационных работ, большая часть картин была вновь собрана в Нью-Йорке для проведения выставки.